# Esteban Malazzo
Esteban Malazzo (n. 1909) fue un exfutbolista argentino que se desempeñaba como defensor. Jugó 175 partidos y anotó un gol, con el club River Plate (Argentina).

## Clubes
| Club          | País      | Año         |
| ------------- | --------- | ----------- |
| River Plate   | Argentina | 1927 - 1939 |
| Fluminense FC | Brasil    | 1939 - 1942 |